# Campagne d'Intermedios de Miller
Guerre d'indépendance du Pérou
Batailles
m
Premiers soulèvements autonomes
- Insurrection de Tacna (1811)
- Rébellion de Huánuco (1812)
- Insurrection de Tacna (1813)
- Rébellion de Cuzco (1814)
- Bataille de la Apacheta (es)
- Bataille de Umachiri (es)

Campagne Libératrice du Sud (1820-1823)
- Débarquement de Paracas (es)
- Première campagne d'Arenales
- Bataille de Pasco (es)
- Capture de l’Esmeralda
- Discours d'Aznapuquio (es)
- Seconde campagne d'Arenales
- Combat de Quiapata (es)
- Campagne d'Intermedios de Miller
- Combat de Mirave (es)
- Premier siège de Callao
- Expédition auxiliaire de Santa Cruz à Quito
- Bataille d'Ica
- Combat de Paras (es)
- Campagne d'Intermedios d'Alvarado (es)
- Bataille de Torata (es)
- Bataille de Moquegua (es)
- Combat de Mito (es)

Campagne Libératrice du Nord (1823-1826)
- Motín de Balconcillo (es)
- Campagne d'Intermedios de Santa Cruz
- Bataille de Zepita (es)
- Combat d'Arequipa (es)
- Combat d'Alzuri (es)
- Soulèvement de Callao (es)
- Rébellion d'Olañeta (es)
- Bataille de Junín
- Combat de Bellavista (es)
- Bataille de Corpahuaico (es)
- Bataille d'Ayacucho
- Campagne de Sucre dans le Haut-Pérou
- Combat de Tumusla
- Second siège de Callao (es)

La campagne d'Intermedios de Miller est une opération de diversion menée pendant la guerre d'indépendance du Pérou par les troupes indépendantistes du colonel Guillermo Miller (es) contre les royalistes espagnols entre mars et juillet 1821.

## Contexte historique
En mars 1821, le général José de San Martín, qui était alors en poste au nord de Lima après son arrivée à Paracas (es) ordonne à l'amiral Thomas Cochrane, dont la flotte domine les côtes, de mener une expédition militaire dans le sud du Pérou contrôlé par les royalistes.

## Déroulement de la campagne
Les forces de Miller comprenaient 500 fantassins et 100 cavaliers appartenant au Bataillon no 4 du Chili. Le 13 mars l'expédition partit de Huacho (au nord de Lima) pour atteindre Pisco dans la nuit du 21 mars. Deux jours, les indépendantistes occupent la stratégique vallée de Chincha. Alerté de la situation, le vice-roi d'Espagne dépêche immédiatement dans la région 200 soldats commandés par Andrés García Camba. De nombreux soldats tombent malades en raison de la fièvre saisonnière propre à cette région du Pérou, causant également des pertes importantes dans l'armée indépendantiste. En seulement un mois, la force de Miller eut a déplorer 28 morts et 180 malades, qui durent être évacués par navire, mais la situation fut similaire dans le camp royaliste où le commandant García Camba est tombé malade.
Privé de deux commandants, les royalistes mènent une série d'escarmouches mais parviennent à conserver l'essentiel de leurs positions défensives. Après avoir reçu des renforts et des cargaisons nourritures, Miller continue sa progression cette fois-ci vers le port d'Arica où la garnison espagnole (300 hommes et 6 canons) a refusé se rendre à Cochrane. Ce dernier tente ensuite un débarquement dans le sud d'Arica de nuit et après de nombreuses difficultés (fortes vagues) ses hommes prennent position dans une zone rocheuse. Craignant d'être pris à découvert dans cet état par les troupes royalistes, il choisit de faire rembarquer ses hommes aux navires. Le matin ses soupçons sont confirmés quant au retranchement des soldats royalistes sur les hauteurs des falaises. Une nouvelle tentative de débarquement échoue également.
Ne voulant pas manquer l'occasion cette fois, Miller débarque à Sama, un peu au nord de Arica puis progresse rapidement en direction la ville de Tacna où il forme une colonne avec des partisans civils de l'indépendance arborant le drapeau bleu indépendantiste, le lieutenant-colonel Bernardo Landa par sa connaissance de la géographie de la région s'avèrera précieux pour les troupes indépendantistes. En apprenant ces faits, la garnison espagnole se retire du port d'Arica qui est par la suite occupé par un groupe de soldats indépendantistes par le capitaine britannique Wilkinson. Des quantités considérables de marchandises stockées dans les entrepôts sont capturées.
En réponse, le général royaliste Juan Ramirez Orozco, commandant général de l'armée du Haut Pérou, demande en urgence le déploiement de renforts stationnés dans les villes d'Oruro et de La Paz. Le colonel José Santos de la Hera et Arequipa marche alors avec deux compagnies d'infanterie et un escadron de cavalerie pour renverser le cours de la campagne. Comprenant la sensibilité de la situation Miller quitte Tacna avec 310 soldats d'infanterie, 70 grenadiers à cheval et 60 autres volontaires à cheval avec lequel il avance résolument sur la colonne du colonel de la Hera, complètement défaite lors du combat Mirave le 22 mai.
L'armistice de Punchauca met fin aux opérations militaires en juillet. Millier rejoint l'armée de José de San Martín plus au sud à Lima le 22 juillet.
Six jours plus tard, le 28 juillet 1821, l'indépendance de la République péruvienne est proclamée.